# Кастель-Колонна
Кастель-Колонна (італ. Castel Colonna) — колишній муніципалітет в Італії, у регіоні Марке,  провінція Анкона. З 1 січня 2014 року Кастель-Колонна є частиною новоствореного муніципалітету Трекастелі.
Кастель-Колонна розташований на відстані близько 210 км на північ від Рима, 34 км на захід від Анкони.
Населення — 1024 особи (2012).
Щорічний фестиваль відбувається 17 липня. Покровитель — Santa Marina.

## Демографія
Населення за роками:

Станом на 31 грудня 2010 року в муніципалітеті офіційно проживали 84 іноземці з 21 країни, серед них 49 громадян країн Євросоюзу.

## Сусідні муніципалітети
- Коринальдо
- Мондольфо
- Монтерадо
- Рипе
- Сенігаллія